# Symmachia elinas
Espèce
Symmachia elinas est une espèce d'insectes lépidoptères de la famille des Riodinidae et du genre Symmachia.

## Taxonomie
Symmachia elinas a été décrit par Pierre Rebillard (d) en 1958 sous le nom de Metacharis elinas.

## Description
Symmachia elinas est un papillon au dessus jaune d'or et marron. Les ailes postérieures sont jaune d'or à large bordure marron et les ailes antérieures sont jaune d'or sur la même longueur avec tout le reste de l'aile marron orné de trois lignes partielles blanches.
Le revers est beige, plus ocre dans la partie basale avec une ornementation de lignes de taches marron et aux ailes antérieures une bordure marron du bord externe.

## Écologie et distribution
Symmachia elinas est présent au Brésil.

### Protection
Pas de statut de protection particulier.